# Tunliu
Tunliu är ett stadsdistrikt, som lyder under Changzhis stad på prefekturnivå i Shanxi-provinsen i norra Kina. Före den19 juni 2018 var det ett härad med samma namn (Tunliu xian).